# Купусина (Велика Плана)
Купусина је насеље у Србији у општини Велика Плана у Подунавском округу. Према попису из 2022. има 135 становника (према попису из 2011. било је 190 становника).

## Демографија
У насељу Купусина живи 226 пунолетних становника, а просечна старост становништва износи 45,6 година (42,5 код мушкараца и 49,1 код жена). У насељу има 86 домаћинстава, а просечан број чланова по домаћинству је 3,10.
Ово насеље је великим делом насељено Србима (према попису из 2002. године), а у последња три пописа, примећен је пад у броју становника.
|  |

| Демографија | Демографија | Демографија |
| Година      | Становника  | Становника  |
| ----------- | ----------- | ----------- |
| 1948.       | 644         |             |
| 1953.       | 603         |             |
| 1961.       | 538         |             |
| 1971.       | 476         |             |
| 1981.       | 395         |             |
| 1991.       | 366         | 328         |
| 2002.       | 267         | 292         |
| 2011.       | 190         |             |
| 2022.       | 135         |             |

| Етнички састав према попису из 2002.‍ | Етнички састав према попису из 2002.‍ | Етнички састав према попису из 2002.‍ | Етнички састав према попису из 2002.‍ | Етнички састав према попису из 2002.‍ |
| ------------------------------------ | ------------------------------------ | ------------------------------------ | ------------------------------------ | ------------------------------------ |
|                                      |                                      |                                      |                                      |                                      |
| Срби                                 | Срби                                 |                                      | 266                                  | 99,62%                               |
| Словенци                             | Словенци                             |                                      | 1                                    | 0,37%                                |
| непознато                            | непознато                            |                                      | 0                                    | 0,0%                                 |

| Година пописа     | 1948. | 1953. | 1961. | 1971. | 1981. | 1991. | 2002. |
| ----------------- | ----- | ----- | ----- | ----- | ----- | ----- | ----- |
| Број домаћинстава | 139   | 137   | 133   | 119   | 105   | 107   | 86    |

| Број чланова      | 1  | 2  | 3  | 4  | 5 | 6  | 7 | 8 | 9 | 10 и више | Просек |
| ----------------- | -- | -- | -- | -- | - | -- | - | - | - | --------- | ------ |
| Број домаћинстава | 22 | 21 | 11 | 11 | 6 | 11 | 3 | 0 | 1 | 0         | 3,10   |

| Пол    | Укупно | Неожењен/Неудата | Ожењен/Удата | Удовац/Удовица | Разведен/Разведена | Непознато |
| ------ | ------ | ---------------- | ------------ | -------------- | ------------------ | --------- |
| Мушки  | 117    | 30               | 72           | 10             | 5                  | 0         |
| Женски | 115    | 8                | 69           | 32             | 6                  | 0         |
| УКУПНО | 232    | 38               | 141          | 42             | 11                 | 0         |

| Пол    | Укупно                    | Пољопривреда, лов и шумарство | Рибарство                            | Вађење руде и камена | Прерађивачка индустрија       |
| ------ | ------------------------- | ----------------------------- | ------------------------------------ | -------------------- | ----------------------------- |
| Мушки  | 72                        | 45                            | 0                                    | 0                    | 9                             |
| Женски | 40                        | 32                            | 0                                    | 0                    | 3                             |
| УКУПНО | 112                       | 77                            | 0                                    | 0                    | 12                            |
| Пол    | Производња и снабдевање   | Грађевинарство                | Трговина                             | Хотели и ресторани   | Саобраћај, складиштење и везе |
| Мушки  | 1                         | 6                             | 3                                    | 2                    | 3                             |
| Женски | 0                         | 0                             | 1                                    | 2                    | 0                             |
| УКУПНО | 1                         | 6                             | 4                                    | 4                    | 3                             |
| Пол    | Финансијско посредовање   | Некретнине                    | Државна управа и одбрана             | Образовање           | Здравствени и социјални рад   |
| Мушки  | 0                         | 0                             | 3                                    | 0                    | 0                             |
| Женски | 0                         | 0                             | 0                                    | 1                    | 1                             |
| УКУПНО | 0                         | 0                             | 3                                    | 1                    | 1                             |
| Пол    | Остале услужне активности | Приватна домаћинства          | Екстериторијалне организације и тела | Непознато            | Непознато                     |
| Мушки  | 0                         | 0                             | 0                                    | 0                    | 0                             |
| Женски | 0                         | 0                             | 0                                    | 0                    | 0                             |
| УКУПНО | 0                         | 0                             | 0                                    | 0                    | 0                             |